# Ыкыластемир
Ыкыластемир (каз. Ықыластемір) — село в Ордабасинском районе Туркестанской области Казахстана. Входит в состав Буржарского сельского округа. Код КАТО — 514637700.

## Население
В 1999 году население села составляло 788 человек (411 мужчин и 377 женщин). По данным переписи 2009 года, в селе проживали 853 человека (438 мужчин и 415 женщин).